# Sungai Sarik
Sungai Sarik is een bestuurslaag in het regentschap Kampar van de provincie Riau, Indonesië. Sungai Sarik telt 666 inwoners (volkstelling 2010).